# Neil Murray
Neil Murray (Edinburgh, 27 augustus 1950) is een Schots musicus.
Zijn eerste muziekinstrumenten waren trombone en piano maar wanneer hij tot zijn eerste groepje Slapp Happy and the Dum-Dums toetreedt in 1965 speelt hij de drums, dit tot 1968.
In 1968 gaat hij in Londen studeren waar hij overschakelt op de basgitaar.
Zijn eerste groep is Gilgamesh waarbij Murray even speelt in 1973. Na zijn vertrek bij Gilgamesh toert Murray in de VS met Junior Hanson, waarmee hij een album zou opnemen onder de groepsnaam Hanson. Junior Hanson zou later onder de naam Junior Marvin bij Bob Marley & The Wailers spelen.
Zijn eerste rock/popgroep is Cozy Powells Hammer. Met Powell zal Murray hier een levenslange vriendschap aan overhouden, ook Don Airey en Bernie Marsden leert Murray hier kennen. De groep is echter eerder een tijdelijk pop-project omwille van de hit Dance with the devil en is dan ook geen lang leven beschoren. Murray volgt Airey naar zijn volgende band Colosseum II.
Pas bij Colosseum II blijft Murray een tijdlang bij dezelfde band. Colosseum II is een Britse rockband ontstaan uit de asse van de originele Colosseum. Gevormd door de drummer van Colosseum Jon Hiseman in 1975, bestaat de nieuwe band uit Don Airey, Murray, Gary Moore en zanger Mike Starr (die na het eerste album al zou verdwijnen). De sound was Jazz fusion georiënteerd, voornamelijk rond het gitaarspel van Moore. 
Na Colosseum II, in 1976 komt Murray bij National Health terecht (die groep is eigenlijk een samenvloeiing van Gilgamesh en Hatfield and the North). Allen groepen uit de Canterbury-scene die Jazz- en Rock-beïnvloedde muziek brengen. 
Zijn belangrijkste groep Whitesnake is dan aan de beurt. Murray speelt bij David Coverdale zijn band van 1977 tot 1982 en van september 1983 tot 1987. Tussendoor volgde hij Ian Paice naar Gary Moore. Murray wordt na zijn terugkeer door Coverdale de beste melodieuze bassist sinds Paul McCartney bestempeld. Bij de opnames van het album dat later 1987 wordt getiteld loopt alles verkeerd; Coverdale wordt ziek en door allerhande problemen wordt de ganse band (Cozy Powell,John Sykes, Aynsley Dunbar en Murray) ontslagen (of nemen ze zelf ontslag naargelang de bron)
Tijdens het wachten op Coverdales beslissing speelde Murray bij MGM (rockgroep) zijnde Murray, Mel Galley en Bernie Marsden. De band zou echter enkel liveoptreden en nooit opnames maken.
In 1987 aanvaardde Murray een aanbod om de Japanse band Vow Wow te vervoegen. In eigen land waren zij erg beroemd en Neil werd ingehuurd om de Engelse teksten bij te schaven en hen zo op de Europese markt te lanceren.
In 1988 treedt Murray toe tot Black Sabbath waar hij Cozy Powell terugvindt. Samen gaan ze tussendoor bij Queen-gitarist Brian May zijn band spelen. In 1996 belanden ze bij ex-Fleetwood Mac-gitarist Peter Green. (Peter Green Splinter Group).
Na het plotse overlijden van Powell blijft Murray wat verweesd achter en herenigt zich met Micky Moody en Bernie Marsden (beiden ex-Whitesnake) in The Company of Snakes die later doorgaan als M3. Tussendoor blijft hij zoals steeds een zeer gevraagd en gerenommeerd sessiespeler.
Opmerkelijke passages hierbij zijn zijn optredens op de Queen's Birthday en in de musical We will rock you.

## Discografie
- 1973 - Gilgamesh - Arriving Twice (compilatie CD uit 2000)
- 1974 - Hanson - Magic Dragon
- 1976 - Babe Ruth - Kid's Stuff
- 1977 - Colosseum II - Strange New Flesh
- 1978 - National Health - National Health
- 1978 - National Health - Missing Pieces (compilatie uit 1996)
- 1978 - National Health - Complete (compilatie uit 2000)
- 1978 - Bruford - Feels Good To me
- 1978 - Whitesnake - Snakebite
- 1978 - Whitesnake - Trouble
- 1978 - Bernie Marsden - And About time too
- 1979 - Whitesnake - Love Hunter
- 1979 - Whitesnake - Live at Hammesmith (Japan alleen)
- 1980 - Whitesnake - Ready an' Willing
- 1981 - Whitesnake - Live... In the heart of the city
- 1981 - Cozy Powell - Tilt
- 1981 - Bernie Marsden - Look at me now
- 1981 - Graham Bonnet - Line up
- 1982 - Whitesnake - Come an' get it
- 1982 - Jon Lord - Before I forget
- 1982 - Gary Moore - Corridors of Power
- 1983 - Whitesnake - Saints & Sinners
- 1983 - Various - Arrested , the music of the Police
- 1984 - Gary Moore - Victims of the Future
- 1984 - Whitesnake - Slide it in (US-remix only)
- 1985 - Randy California - Restless
- 1985 - Phenomena - Phenomena
- 1985 - Gogmagog - I will be there (mini-LP)
- 1986 - Gary Moore - Rockin' Every Night - Live in Japan
- 1987 - Phenomena - Phenomena II (Dream Runner)
- 1987 - Vow Wow - V
- 1987 - Whitesnake - 1987
- 1987 - Whitesnake - Greatest Hits (compilatie uit 1994)
- 1987 - Forcefield - Forcefield
- 1987 - Fastway - On Target
- 1987 - Forcefield - Forcefield II (The Talisman)
- 1989 - Vow Wow - Helter Skelter
- 1989 - Monaliza Overdrive - Vive La Ka Bum
- 1990 - Black Sabbath - Tyr
- 1992 - Dave Sharman - Exit Within'
- 1992 - Tony Martin - Back where I belong
- 1992 - Brian May - Back to the light
- 1992 - Bernie Marsden - Friday Rock Show Sessions
- 1992 - Cozy Powell - The drums are back
- 1994 - Brian May - Live at Brixton Academy
- 1995 - Black Sabbath - Forbidden
- 1996 - Aquarium (band) - Aquarium
- 1996 - Tony Iommi - The 1996 DEP sessions (uitgebracht in 2004)
- 1997 - Peter Green Splinter Group - Peter Green Splinter Group
- 1997 - The S.A.S. Band - The S.A.S. Band
- 1998 - Peter Green Splinter Group - Robert Johnson Songbook
- 1998 - Cozy Powell - Especially for you
- 1999 - Peter Green Splinter Group - Soho Session
- 2000 - Micky Moody - I eat them for Breakfast
- 2001 - The Company of Snakes - Here they go again
- 2001 - Empire (rockband) - Hypnotica
- 2002 - Queen & Ben Elton - We will rock you
- 2002 - The Company of Snakes - Burst the Bubble
- 2002 - Empire (rockband) - Trading Souls
- 2002 - Rondinelli - Our Cross , Our Sins
- 2005 - We will rock you - The Musical
- 2006 - Tony Martin - Scream
- 2006 - Empire - The Raven Ride
- 2007 - The Fluffy Jackets - Salty Salty (demo)
- 2007 - Empire - Chasing Shadows
- 2008 - Girlschool - Legacy

- Bibsys: 8044362
- Bibliothèque nationale de France: cb13964341r (data)
- Gemeinsame Normdatei: 134469631
- International Standard Name Identifier: 0000 0001 1459 8339
- Library of Congress Control Number: nb2008022800
- MusicBrainz: 7d0b58b5-88ca-4424-a6e5-21202ac19147
- Nationale Bibliotheek van Tsjechië: xx0194743
- Nationale Bibliotheek van Israël: 987007384145405171
- Virtual International Authority File: 263885722
- WorldCat: E39PBJyxcdyjYQMf6KqYHwH9jC